# 12.ª etapa do Giro d'Italia de 2021
A 12.ª etapa do Giro d'Italia de 2021 teve lugar a 20 de maio de 2021 entre Siena e Bagno di Romagna sobre um percurso de 212 km e foi vencida pelo italiano Andrea Vendrame da equipa AG2R Citroën. O colombiano Egan Bernal conseguiu manter a maglia rosa.

## Classificação da etapa
| Siena - Bagno di Romagna | média montanha | (212 km) |

| \| Classificação por etapas \| Classificação por etapas \| Classificação por etapas \| Classificação por etapas \| Classificação por etapas \| \| Ciclista \| Ciclista \| Equipe \| Tempo \| \| \| ------------------------ \| ------------------------ \| ---------------------------------- \| ------------------------ \| ------------------------ \| \| 1. \| Andrea Vendrame \| AG2R Citroën Team \| 5h43m48s \| \| \| 2. \| Chris Hamilton \| Team DSM \| + 0s \| \| \| 3. \| George Bennett \| Jumbo-Visma \| + 15s \| \| \| 4. \| Gianluca Brambilla \| Trek-Segafredo \| + 15s \| \| \| 5. \| Giovanni Visconti \| Bardiani CSF Faizanè \| + 1m12s \| \| \| 6. \| Geoffrey Bouchard \| AG2R Citroën Team \| + 1m25s \| \| \| 7. \| Nicolas Edet \| Cofidis \| + 1m47s \| \| \| 8. \| Simone Petilli \| Intermarché-Wanty-Gobert Matériaux \| + 1m47s \| \| \| 9. \| Mikkel Honoré \| Deceuninck-Quick Step \| + 3m00s \| \| \| 10. \| Simone Ravanelli \| Androni Giocattoli-Sidermec \| + 4m19s \| \| |                    |                                    |          |
| |                    |                                    |          |
| Fonte: ProCyclingStats |                    |                                    |          |
| Classificação por etapas |                    |                                    |          |
| Ciclista | Ciclista           | Equipe                             | Tempo    |
| 1. | Andrea Vendrame    | AG2R Citroën Team                  | 5h43m48s |
| 2. | Chris Hamilton     | Team DSM                           | + 0s     |
| 3. | George Bennett     | Jumbo-Visma                        | + 15s    |
| 4. | Gianluca Brambilla | Trek-Segafredo                     | + 15s    |
| 5. | Giovanni Visconti  | Bardiani CSF Faizanè               | + 1m12s  |
| 6. | Geoffrey Bouchard  | AG2R Citroën Team                  | + 1m25s  |
| 7. | Nicolas Edet       | Cofidis                            | + 1m47s  |
| 8. | Simone Petilli     | Intermarché-Wanty-Gobert Matériaux | + 1m47s  |
| 9. | Mikkel Honoré      | Deceuninck-Quick Step              | + 3m00s  |
| 10. | Simone Ravanelli   | Androni Giocattoli-Sidermec        | + 4m19s  |

## Classificações ao final da etapa
- As classificações finalizaram da seguinte forma:[2]

### Classificação geral(Maglia Rosa)
| \| Classificação geral \| Classificação geral \| Classificação geral \| Classificação geral \| Classificação geral \| \| Ciclista \| Ciclista \| Equipe \| Tempo \| \| \| ------------------- \| ---------------------- \| --------------------- \| ------------------- \| ------------------- \| \| 1. \| Egan Bernal \| Ineos Grenadiers \| 48h29m23s \| \| \| 2. \| Aleksandr Vlasov \| Astana-Premier Tech \| + 45s \| \| \| 3. \| Damiano Caruso \| Bahrain Victorious \| + 1m12s \| \| \| 4. \| Hugh Carthy \| EF Education-Nippo \| + 1m17s \| \| \| 5. \| Simon Yates \| BikeExchange \| + 1m22s \| \| \| 6. \| Emanuel Buchmann \| Bora-Hansgrohe \| + 1m50s \| \| \| 7. \| Remco Evenepoel \| Deceuninck-Quick Step \| + 2m22s \| \| \| 8. \| Giulio Ciccone \| Trek-Segafredo \| + 2m24s \| \| \| 9. \| Tobias Foss \| Jumbo-Visma \| + 2m49s \| \| \| 10. \| Daniel Felipe Martínez \| Ineos Grenadiers \| + 3m15s \| \| |                        |                       |           |
| |                        |                       |           |
| Fonte: ProCyclingStats |                        |                       |           |
| Classificação geral |                        |                       |           |
| Ciclista | Ciclista               | Equipe                | Tempo     |
| 1. | Egan Bernal            | Ineos Grenadiers      | 48h29m23s |
| 2. | Aleksandr Vlasov       | Astana-Premier Tech   | + 45s     |
| 3. | Damiano Caruso         | Bahrain Victorious    | + 1m12s   |
| 4. | Hugh Carthy            | EF Education-Nippo    | + 1m17s   |
| 5. | Simon Yates            | BikeExchange          | + 1m22s   |
| 6. | Emanuel Buchmann       | Bora-Hansgrohe        | + 1m50s   |
| 7. | Remco Evenepoel        | Deceuninck-Quick Step | + 2m22s   |
| 8. | Giulio Ciccone         | Trek-Segafredo        | + 2m24s   |
| 9. | Tobias Foss            | Jumbo-Visma           | + 2m49s   |
| 10. | Daniel Felipe Martínez | Ineos Grenadiers      | + 3m15s   |

### Classificação por pontos(Maglia Ciclamino)
| Classificação por pontos | Classificação por pontos | Classificação por pontos    | Classificação por pontos | Classificação por pontos |
| Ciclista                 | Ciclista                 | Equipe                      | Pontos                   |                          |
| ------------------------ | ------------------------ | --------------------------- | ------------------------ | ------------------------ |
| 1.                       | Peter Sagan              | Bora-Hansgrohe              | 108 pts                  |                          |
| 2.                       | Fernando Gaviria         | UAE Team Emirates           | 91 pts                   |                          |
| 3.                       | Davide Cimolai           | Israel Start-Up Nation      | 91 pts                   |                          |
| 4.                       | Elia Viviani             | Cofidis                     | 79 pts                   |                          |
| 5.                       | Giacomo Nizzolo          | Qhubeka Assos               | 76 pts                   |                          |
| 6.                       | Francesco Gavazzi        | Eolo-Kometa                 | 42 pts                   |                          |
| 7.                       | Matteo Moschetti         | Trek-Segafredo              | 42 pts                   |                          |
| 8.                       | Filippo Tagliani         | Androni Giocattoli-Sidermec | 39 pts                   |                          |
| 9.                       | Dries De Bondt           | Alpecin-Fenix               | 39 pts                   |                          |
| 10.                      | Filippo Fiorelli         | Bardiani CSF Faizanè        | 39 pts                   |                          |

### Classificação da montanha(Maglia Azzurra)
| Classificação da montanha | Classificação da montanha | Classificação da montanha          | Classificação da montanha | Classificação da montanha |
| Ciclista                  | Ciclista                  | Equipe                             | Pontos                    |                           |
| ------------------------- | ------------------------- | ---------------------------------- | ------------------------- | ------------------------- |
| 1.                        | Geoffrey Bouchard         | AG2R Citroën Team                  | 96 pts                    |                           |
| 2.                        | Egan Bernal               | Ineos Grenadiers                   | 48 pts                    |                           |
| 3.                        | Dries De Bondt            | Alpecin-Fenix                      | 24 pts                    |                           |
| 4.                        | Bauke Mollema             | Trek-Segafredo                     | 23 pts                    |                           |
| 5.                        | Giulio Ciccone            | Trek-Segafredo                     | 20 pts                    |                           |
| 6.                        | Kobe Goossens             | Lotto-Soudal                       | 17 pts                    |                           |
| 7.                        | Vincenzo Albanese         | Eolo-Kometa                        | 16 pts                    |                           |
| 8.                        | Gianluca Brambilla        | Trek-Segafredo                     | 15 pts                    |                           |
| 9.                        | Rein Taaramäe             | Intermarché-Wanty-Gobert Matériaux | 13 pts                    |                           |
| 10.                       | Remco Evenepoel           | Deceuninck-Quick Step              | 13 pts                    |                           |

### Classificação dos jovens(Maglia Bianca)
| Classificação dos jovens | Classificação dos jovens | Classificação dos jovens | Classificação dos jovens | Classificação dos jovens |
| Ciclista                 | Ciclista                 | Equipe                   | Tempo                    |                          |
| ------------------------ | ------------------------ | ------------------------ | ------------------------ | ------------------------ |
| 1.                       | Egan Bernal              | Ineos Grenadiers         | 48h29m23s                |                          |
| 2.                       | Aleksandr Vlasov         | Astana-Premier Tech      | + 45s                    |                          |
| 3.                       | Remco Evenepoel          | Deceuninck-Quick Step    | + 2m22s                  |                          |
| 4.                       | Tobias Foss              | Jumbo-Visma              | + 2m49s                  |                          |
| 5.                       | Daniel Felipe Martínez   | Ineos Grenadiers         | + 3m15s                  |                          |
| 6.                       | Attila Valter            | Groupama-FDJ             | + 3m51s                  |                          |
| 7.                       | João Almeida             | Deceuninck-Quick Step    | + 7m04s                  |                          |
| 8.                       | Jai Hindley              | Team DSM                 | + 15m27s                 |                          |
| 9.                       | Lorenzo Fortunato        | Eolo-Kometa              | + 29m35s                 |                          |
| 10.                      | Harold Tejada            | Astana-Premier Tech      | + 38m24s                 |                          |

### Classificação por equipas"Súper team"
| Classificação por equipes | Classificação por equipes | Classificação por equipes | Classificação por equipes |
| Equipe                    | Equipe                    | Tempo                     |                           |
| ------------------------- | ------------------------- | ------------------------- | ------------------------- |
| 1.                        | Ineos Grenadiers          | 45h35m18s                 |                           |
| 2.                        | Trek-Segafredo            | + 1m51s                   |                           |
| 3.                        | Team DSM                  | + 8m58s                   |                           |
| 4.                        | Team BikeExchange         | + 9m35s                   |                           |
| 5.                        | EF Education-Nippo        | + 13m04s                  |                           |
| 6.                        | Deceuninck-Quick Step     | + 16m38s                  |                           |
| 7.                        | Jumbo-Visma               | + 19m24s                  |                           |
| 8.                        | Astana-Premier Tech       | + 29m41s                  |                           |
| 9.                        | Bahrain Victorious        | + 32m44s                  |                           |
| 10.                       | Movistar Team             | + 36m50s                  |                           |

## Abandonos
- Marc Soler por uma queda durante a etapa.[1]
- Gino Mäder por uma queda durante a etapa.[1]
- Alessandro De Marchi por uma queda durante a etapa.[1]
- Alex Dowsett não completou a etapa por problemas estomacal.[1]
- Fausto Masnada abandonou com problemas físicos.[1]
- Kobe Goossens por uma queda durante a etapa.[3]